# 樺島正法
樺島 正法（かばしま まさのり、1942年 - ）は、日本の弁護士。神戸学院大学実務法学研究科（法科大学院） 教授。

## 経歴
1967年京都大学法学部卒業。1969年大阪弁護士会入会。1969年4月、松本健男法律事務所勤務。1970年、樺島法律事務所開設。1977年、不動産鑑定士補登録。
初めは刑事事件弁護士として活動開始。種々の公安事件を受任。この頃、ある事件をきっかけとして陪審制に興味を持ち始める。その後は民事事件弁護士として活動。宗教紛争、古都税訴訟なども受任。

## 人物像

### 趣味
趣味は語学、スポーツ、フルート演奏。

### 橋下徹との関係
樺島は、大阪市長橋下徹が最初に勤めた法律事務所の親弁だった。
樺島によれば「平成9年、橋下は勤務弁護士として私の事務所に入ってきた。第一印象は元気のいい青年。人当たりのよさそうな雰囲気だった。私の前では常に下手に出て、“先生、先生”と言ってくる。まさか独裁者になるなんて思いませんでした。面倒をみるうち、橋下が異常なほど金に拘る人間であることがわかってきた。飲みに連れて行くと、話題はカネ、カネ、カネ。どこの管財人が何億儲けた、だの、あの弁護士は幾ら稼いだだの、そんなことばかり。橋下は強きに弱く、弱きに強い。金を持っている依頼人への媚びへつらいは酷いものだった。電話でも猫撫で声を出してね。弁護士として品性がないと思いましたね。それで“こいつ早く辞めさせた方がいいな”と感じはじめたのです。独立後の橋下は一件あたり15万円ぐらいの安い案件を保険会社などから取ってきて稼いでいると聞いた。集めた案件を事務所のイソ弁（勤務弁護士）に回してこき使っていた。3日とか1週間で辞めたイソ弁もいるという話だ。ブラック企業ならぬ“ブラック事務所”だね。」という。
橋下はtwitter（2011年10月29日）で「僕が最初に勤めた法律事務所のボス弁は僕のことを大嫌いである。弁護士の多くは僕のことを嫌いだし。人が人を評価するには色々ある。そういう人は事実を離れて話すだろう。公人という立場である以上、そこは気にしない。」とコメントした。
樺島は橋下のシンパから脅迫された。これをうけて、2011年1月5日付で、告訴状を大阪地検宛てに提出した。

## 主な研究課題
- アメリカ刑事手続法[1]
- 日本における陪審制度[1]
- ローマ法[1]

## 主な研究業績
- 「古都税反対運動の軌跡と展望」（第一法規出版（株）1988）[1]
- 大阪弁護士会監修「陪審制度」（第一法規出版（株）1989）[1]
- 「アメリカ刑事手続法概説－捜査・裁判における憲法支配の貫徹－」（第一法規出版（株）1994）[1]
- 「対話型審理－「人間の顔」の見える民事裁判」（信山社出版（株）1996）[1]
- 「陪審制の復興－市民による刑事裁判」（信山社出版（株）2000）[1]
- 「ローマ法と比較法」（信山社出版（株）2006 共訳）[1]
- 「えん罪を生む裁判員制度」（現代人文社 2007 執筆参加）[1]